# 임충빈 (1944년)
임충빈(任忠彬, 1944년 1월 11일~ )은 대한민국의 정치인이다. 민선 양주군수, 양주시장을 역임했다.

## 역대 선거 결과
|  | 51.56% |

|  | 38.45% |

|  | 29.95% |